# Simone Crisari
Simone Crisari (Roma, 30 agosto 1981) è un doppiatore italiano.

## Biografia
È noto soprattutto per aver prestato la voce a Michael B. Jordan e a Jonah Hill nella maggior parte delle loro interpretazioni, nonché a Macaulay Culkin in diversi film. Ha inoltre doppiato Samwell Tarly, interpretato da John Bradley, nella serie televisiva Il Trono di Spade. 
Nell’ambito dell’animazione, ha dato la voce a Simone Seville nella serie animata Alvinnn!!! e i Chipmunks e nei film in live action, a Max Goof nella maggior parte delle sue apparizioni e a Devon “D.J.” Joseph in A tutto reality.

## Filmografia

### Cinema
- Et in terra pax, regia di Daniele Coluccini e Matteo Botrugno (2011)

### Televisione
- Papà prende moglie - miniserie TV (1993)
- R.I.S. Roma 3 - Delitti imperfetti, regia di  Francesco Miccichè - serie TV (2012)

## Teatrografia parziale
- Crack, di Franco Bertini, regia di Georgia Lepore (2008)
- Ypokritài - Attori, testo e regia di Patrizio Cigliano (2008)

## Doppiaggio

### Film
- Jonah Hill in I Heart Huckabees - Le strane coincidenze della vita, Su×bad - Tre menti sopra il pelo, L'arte di vincere, 21 Jump Street, Django Unchained, Facciamola finita, The Wolf of Wall Street, 22 Jump Street, Ave, Cesare!, Trafficanti, Don't Worry, Don't Look Up, You People
- Michael B. Jordan in Chronicle, Prossima fermata Fruitvale Station, Quel momento imbarazzante, Fantastic 4 - I fantastici quattro, Creed - Nato per combattere, Black Panther, Creed II, Il diritto di opporsi, Space Jam: New Legends, Black Panther: Wakanda Forever, Creed III, I peccatori
- Macaulay Culkin in Io e zio Buck, Allucinazione perversa, L'innocenza del diavolo, Pagemaster - L'avventura meravigliosa, Papà, ho trovato un amico, Richie Rich - Il più ricco del mondo
- Kieran Culkin in Il padre della sposa, Igby Goes Down, Scott Pilgrim vs. the World
- Elijah Wood in Il grande volo, Avalon, Genitori cercasi, The War
- Marwan Kenzari in Ben-Hur, The Old Guard, Black Adam, The Old Guard 2
- Joseph Mazzello in Viaggio in Inghilterra, The River Wild - Il fiume della paura, Amici per sempre
- Brad Renfro in Il cliente
- Charlie Day in Come ammazzare il capo... e vivere felici, Come ammazzare il capo 2, Come ti rovino le vacanze
- Josh Gad in Wish I Was Here, The Wedding Ringer - Un testimone in affitto, Pixels
- Sam Riley in Maleficent, Free Fire, Maleficent - Signora del male
- T.I. in Ant-Man, Sleepless - Il giustiziere, Ant-Man and the Wasp
- T. J. Miller in Transformers 4 - L'era dell'estinzione, Deadpool, Deadpool 2
- Sam Jones III in Time X - Fuori tempo massimo, Home of the Brave - Eroi senza gloria
- Adam Hann-Byrd in Jumanji, L'escluso
- Vincent Kartheiser in La chiave magica, Masterminds - La guerra dei geni
- Riz Ahmed in The Road to Guantanamo, Il fondamentalista riluttante
- Michael Oliver in Piccola peste, Piccola peste torna a far danni
- Jamie Yeates in Harry Potter e la pietra filosofale, Harry Potter e la camera dei segreti
- Jamal Woolard in Notorious B.I.G.
- Ryan Gosling in Formula per un delitto
- Donald Glover in Spider-Man: Homecoming
- Kevin Hart in Fast & Furious - Hobbs & Shaw
- Noah Segan in Cena con delitto - Knives Out
- Corey Hawkins in Kong: Skull Island
- Joseph Gordon-Levitt in Il giurato
- Dan Byrd in Easy Girl
- Michael Adamthwaite in Il GGG - Il grande gigante gentile
- Ryan Kwanten in Flicka - Uno spirito libero
- Joe Massingill in Di nuovo in gioco
- Philip Michael in Mamma mia!
- Lee Ingleby in Harry Potter e il prigioniero di Azkaban
- Charlie Korsmo in Hook - Capitan Uncino
- Ken Leung in X-Men - Conflitto finale
- Sam Huntington in Sleepover
- Jeremy Sylvers in La bambola assassina 3
- Elio Germano in Ci hai rotto papà
- Emanuele Angeloni in Natale in India
- Utkarsh Ambudkar in Voices
- Bruce Ornstein in La febbre del sabato sera (ed. 2002)
- Jeffrey Wiseman in Mamma, ho perso l'aereo
- Matthew Gray Gubler in Alvin Superstar
- Blake Bashoff in Il grande bullo
- Geoffrey Wigdor in Sleepers
- Rob Brown in Don Jon
- Bo Dallas in Presa mortale 5 - Scontro letale
- Robert Pattinson in La saga dei Nibelunghi
- Yaniss Lespert in Un profilo per due
- Eamonn Owens in Le ceneri di Angela
- Matt L. Jones in El Camino - Il film di Breaking Bad
- Jared Odrick in Samaritan
- Leslie Odom Jr. in Glass Onion: Knives Out
- Jamie Hector in Gli amici delle vacanze 2
- Uroš Milovanović in Promettilo!
- Nick Mohammed in Maggie Moore(s) - Un omicidio di troppo
- Skhumba Hlophe in A Soweto Love Story
- Kanan Gill in Come sempre a Natale
- Kendrick Etmon in Crypto Boy
- Moussa Mansaly in Overdose
- Gabriel Basso in Giurato numero 2
- Devere Rogers in My Spy - La città eterna
- Fred Savage in Il piccolo grande mago dei videogames
- Soufiane Moussouli in IHostage

### Serie televisive
- Michael Socha in C'era una volta nel Paese delle Meraviglie, C'era una volta
- Austin Amelio in The Walking Dead, Fear the Walking Dead
- John Bradley in Il Trono di Spade, Il problema dei 3 corpi
- Nick Mohammed in Ted Lasso, Nell - Rinnegata
- Andy Samberg in Brooklyn Nine-Nine
- Alex Russell in S.W.A.T.
- Jonah Hill in Maniac
- Riz Ahmed in The Night Of - Cos'è successo quella notte?
- Donald Glover in Atlanta
- Lance Barber in Young Sheldon
- LaRoyce Hawkins in Chicago P.D.
- Beulah Koale in Hawaii Five-0
- Jeremy Jackson in Baywatch
- Tyler Hoechlin in Settimo cielo
- Eli Goree in The 100
- Jake Johnson in New Girl
- Christopher Massey in Zoey 101
- Lil'J in Raven
- Jeffrey Parazzo in Power Rangers Dino Thunder
- Jay Ryan in Sea Patrol
- Adrián Lastra in Velvet (1ª voce)
- Karim El-Kerem in Fisica o chimica
- Robert Pattinson in La saga dei Nibelunghi
- Chris Romano in Blue Mountain State
- Ben Feldman in Superstore
- Matt L. Jones in Breaking Bad
- Keston John in Bosch
- Justin Hires in MacGyver
- Hong Woo-jin in The Trauma Code - Il turno degli eroi
- Caleb Foote in NCIS: Origins
- Christoph Sanders in L'uomo di casa
- Paapa Essiedu in Progetto Lazarus
- Milan Carter in FUBAR
- Seth Gold (1ª e 3ª voce) in Il banco dei pugni
- Zachery Ty Bryan in Quell'uragano di papà
- Joel Turner in Foreign Exchange
- John Bradley in Il problema dei 3 corpi
- Zach Cherry in Fallout
- Chris Redd in Disjointed
- Ardalan Esmaili in Lockerbie - Attentato sul volo Pan Am 103
- Michael Abbott Jr. in The Last of Us

### Film TV
- Michael B. Jordan in Fahrenheit 451

### Soap opera e telenovelas
- Gastón Dalmau in Teen Angels
- Arthur Aguiar in Rebelde
- Ortenzio Miraniar in Il segreto
- Jaime Dominiguez in Incorreggibili
- Felipe Colombo in Rebelde Way (1° doppiaggio)
- Samuel Nascimento in Soy Luna
- Germàn Tripel in Champs 12

### Animazione
- Son Goku in Saiyuki
- Bero in Bem il mostro umano (secondo doppiaggio, ed. 2001)
- Jet in Avatar - La leggenda di Aang
- Fievel Toposkovich in Fievel conquista il West
- Max Goof in Ecco Pippo!, In viaggio con Pippo, Estremamente Pippo, House of Mouse - Il Topoclub, Topolino strepitoso Natale!
- Martin Mystère in Martin Mystère (2ª serie)
- Devon "DJ" Joseph in A tutto reality - L'isola, A tutto reality - Azione!, A tutto reality - Il tour, A tutto reality - La vendetta dell'isola
- Larry (st. 5, 8+), Animatronio, Basil, Dottore (ep. 6x23) e altri personaggi in Futurama[1]
- Xavier Foster in Inazuma Eleven
- Snot in American Dad! (st.1)
- Trevor Troublemeyer in I Fantaeroi
- Edward in Camp Lazlo
- Berthold Huber in L'attacco dei giganti
- D'Jok in Galactik Football
- Secco Jones (6ª voce e principale, st.17+)  in I Simpson
- Pedro Pony in Peppa Pig (2° voce)
- Yang in Yin Yang Yo!
- Arthur "Spud" P. Spudinski in American Dragon: Jake Long
- Capoè in I Roteò e la magia dello specchio
- Aldo Cotechino in Chicken Little - Amici per le penne
- Winner in Bentornato Pinocchio[2]
- James ne Il trenino Thomas[3] (serie 2010)
- Leonardo in TMNT
- Cody in Bianca e Bernie nella terra dei canguri
- Fred in Big Hero 6 e Big Hero 6 - La serie
- Riccio in ne La sirenetta - Le nuove avventure marine di Ariel e La sirenetta - Quando tutto ebbe inizio
- Randall in Ricreazione, Ricreazione: Stiamo crescendo, Ricreazione: Un nuovo inizio
- Kid Grave in MegaMan NT Warrior
- Kazuki Ichijo in Fresh Pretty Cure!
- Gino Weinberg in Code Geass: Lelouch of the Rebellion
- Bitter in Yes! Pretty Cure 5 GoGo! - Buon compleanno carissima Nozomi
- Ryouma Mogami in Digimon Fusion Battles
- Trevor in The Replacements - Agenzia sostituzioni
- Marco in Titeuf (1° voce)
- Mino in Le Superchicche (2º voce)
- Nigel Planter in Le tenebrose avventure di Billy e Mandy
- Thomas in Teen Days
- Hector Flanagan in Sanjay and Craig
- Kyle in Home - A casa
- Sunny in Strange Magic
- Carl in Sausage Party - Vita segreta di una salsiccia
- George Beard in Capitan Mutanda - Il film
- Cipollino in Cipollino
- Wayne Green in Evolution
- Hatton in Squitto lo scoiattolo
- Principe Lotor in Voltron: Legendary Defender
- Kit Nuvoletta in TaleSpin
- Leo in La leggenda del Vento del Nord e Il ritorno del Vento del Nord
- Simon Seville in Alvinnn!!! e i Chipmunks
- Riki Nendō in The Disastrous Life of Saiki K.: Reawakened
- Wolfgang in Hey, Arnold!
- Brick Flagg in Kim Possible
- Carver Rene Descartes in Finalmente weekend!
- Zuccone in I Puffi
- Bolo in Flipper & Lopaka
- N'Jadaka / Erik "Killmonger" Stevens in Avengers Assemble e What if...?
- Duncan P. Anderson in Monsters & Co. la serie - Lavori in corso!
- Amadeus in Bill Body
- Simon Seville in Alvin Superstar, Alvin Superstar 2, Alvin Superstar 3 - Si salvi chi può!
- Felix il Gatto in Le avventure di Felix il gatto
- Benny in Riverdance: l'avventura animata
- Kit Nuvoletta in DuckTales
- Wallace Wells in Scott Pilgrim - La serie
- Clay (parte parlata) in Trolls 3 - Tutti insieme
- Timbaland in Piece by Piece
- Jake in Love, Death & Robots

### Videogiochi
- Aldo Cotechino in Chicken Little (2005)[4]
- Secco Jones ne I Simpson - Il videogioco (2007)
- Il ladro in Diablo IV (2023)[5]